# Delaware Water Gap
Delaware Water Gap is een plaats (borough) in de Amerikaanse staat Pennsylvania, en valt bestuurlijk gezien onder Monroe County.

## Demografie
Bij de volkstelling in 2000 werd het aantal inwoners vastgesteld op 744.
In 2006 is het aantal inwoners door het United States Census Bureau geschat op 820, een stijging van 76 (10,2%).

## Geografie
Volgens het United States Census Bureau beslaat de plaats een oppervlakte van
4,5 km², geheel bestaande uit land.

## Plaatsen in de nabije omgeving
De onderstaande figuur toont nabijgelegen plaatsen in een straal van 12 km rond Delaware Water Gap.